# Алексий Комнин (син на Андроник I Комнин)
Алексий Комнин (Άλέξιος Κομνηνός, ок. 1170 – 1199) е незаконен син на византийския император Андроник I Комнин от неговата роднина и любовница Теодора Комнина, бивша кралица на Йерусалим.
Роден е около 1070 г. в Харан, Сирия, където родителите му търсят убежище в двора на султан Нур ад-Дин Зенги. Родителите на Алексий са близки роднини, баща му Андроник е първи братовчед на бащата на майка му Теодора, а освен това Андроник вече бил женен и имал деца от законната си съпруга. В Дамаск се родила и сестра му Ирина.
През първите години от живота си Алексий, майка му и сестра му придружават Андроник в изгнанието, посещавайки Багдат, Иконийския султанат, а между другото и Грузия, където грузинският цар Георги III, техен роднина, подарява на Андроник Комнин няколко крепости в областта Кахетия, в източната част на Грузия. По някое време семейството се установява окончателно в Пафлагония, където Андроник получил от иконийския султан управлението на една крепост. Около 1078/79 г. осемгодишният Алексий, майка му и сестра му са пленени и отведени в Константинопол, където са предадени на император Мануил I, който ги използвал, за да принуди Андроник да се завърне в страната и да му се подчини. Андроник се завърнал, засвидетелствал подчинение, получил опрощение и бил изпратен от императора да управлява една област по Черноморието. След смъртта на Мануил I, през Андроник се завръща в Константинопол, където узурпира престола през 1183 г., само за да бъде свален и убит през 1185 г. След това Алексий успява да избяга в Грузия, където се установява в грузинските имения на баща си. В един момент той дори бил смятан от някои грузински благородници за подходящ кандидат за съпруг на грузинската царица Тамара.
Около 1088/89 г. Алексий Комнин де оженил за местна грузинка на име Мария, от кояото имал поне един син. Починал през 1199 г.
Според грузинската историческа традиция по време на пребиваването си в Грузия Андроник I оставя потомство в страната, което процъфтява и от което води началото си благородническият род Андроникашвили, т.е. „потомци на Андроник“. Тъй като не е известно Андроник I да е имал синове от някоя грузинка по това време, съвременните учени проследяват произхода на това семейство до Алексий Комнин, но точният произход на фамилното име е спорен, защото освен всичко друго удостоверената генеалогия на Андроникашвили започва от XVI век. Мишел Куршански предполага, че името на семейството вероятно произлиза от името на сина на Алексий. От друга страна, Кирил Туманов приема, че линията на „провинциалните крале“ на Аластани (ок. 1230 –1348), известна от средновековните грузински източници и включвала един на име Андроник (1339 – 1348), може би е принадлежала на Грузинските Комнини или т.нар. Андроникашвили. Според неговото мнение, възприето от Константинос Варзос, Алексий Комнин имал син, Георги „Велики“, който получава във владение Аластани, за да го управлява като свое подцарство, а името Андроникашвили произхожда от Андроник от Аластани, който е праправнук на Алексий Комнин.